# Chtouka

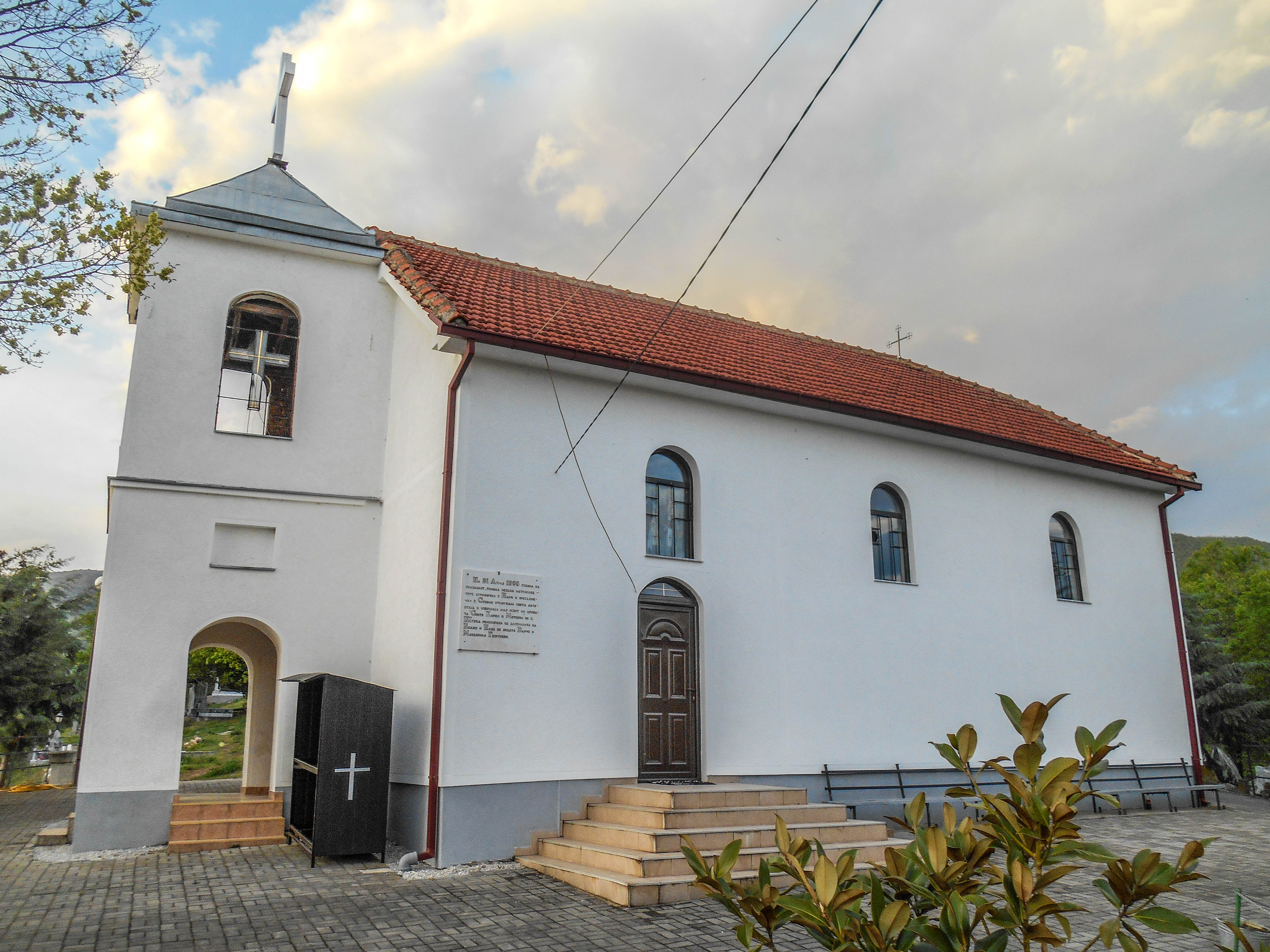
Église Saints Cyrille et Méthode, Štuka (Chtouka en français), Macédoine du Nord.

Chtouka (en macédonien Штука) est un village du sud-est de la Macédoine du Nord, situé dans la municipalité de Bosilovo. Le village comptait 781 habitants en 2002.

## Démographie
Lors du recensement de 2002, le village comptait :
- Macédoniens : 781